# Non esiste amore a Napoli
| Recensione | Giudizio |
| ---------- | -------- |
| Newsic     | 8,75/10  |
| Rockit     | Positivo |

Non esiste amore a Napoli è il primo album in studio di Tropico, pubblicato il 24 settembre 2021 dalla Island Records.

## Descrizione
L'album è stato descritto come «un prezioso mosaico composto da 14 tracce, tasselli tutti diversi stretti dal fil rouge che lega storie d’amore finite a fuochi mai spenti di innamorati costretti alla lontananza».

## Promozione
La promozione dell'album è iniziata a luglio 2021 con l'uscita del singolo Piazza Garibaldi. In precedenza sono stati pubblicati altri due brani contenuti nell'album ossia il singolo omonimo del 2019 e Carlito's Way a maggio 2021.
Il 24 settembre 2021, in concomitanza con l'uscita dell'album, è stato pubblicato il singolo Geniale.

## Tracce
Testi di Davide Petrella, eccetto dove indicato, musiche di Rosario Castagnola e Sarah Startuffo.
1. Carlito's Way – 3:30
2. Non esiste amore a Napoli (feat. Calcutta) – 3:40 (testo: Davide Petrella, Edoardo D'Erme)
3. Geniale – 4:13
4. C'eravamo tanto amati (feat. Elisa) – 4:15 (testo: Davide Petrella, Elisa Toffoli)
5. Americano – 3:18
6. Dint o scuro – 3:35
7. Bambina – 2:59
8. Vasco (feat. Coez) – 3:48 (testo: Davide Petrella, Silvano Albanese)
9. Non vogliamo diventare grandi – 3:20
10. Piazza Garibaldi (feat. Franco126) – 3:26 (testo: Davide Petrella, Federico Bertollini)
11. Bambolina vodoo – 4:16
12. Garage days – 3:58
13. Balaclava – 4:00
14. Non esiste amore a Napoli – 3:41